# Taesŏng-san
Taesŏng-san är en kulle i Nordkorea.   Den ligger i provinsen Pyongyang, i den sydvästra delen av landet, 10 km nordost om huvudstaden Pyongyang. Toppen på Taesŏng-san är 270 meter över havet, eller 210 meter över den omgivande terrängen. Bredden vid basen är 4,2 km.
Terrängen runt Taesŏng-san är platt åt sydväst, men åt nordost är den kuperad. Runt Taesŏng-san är det mycket tätbefolkat, med 2 028 invånare per kvadratkilometer. Närmaste större samhälle är Pyongyang, 9,7 km sydväst om Taesŏng-san. Trakten runt Taesŏng-san består till största delen av jordbruksmark.